# Pterolophia calceoides
Pterolophia calceoides là một loài bọ cánh cứng trong họ Cerambycidae.